# Прилад Г. Тіме для визначення проникності пористих середовищ

Прилад Г. Тіме для визначення проникності пористих середовищ — для визначення проникності пористих середовищ, зокрема коефіцієнту фільтрації піщаних ґрунтів.

## Конструкція і принцип дії
Основним елементом цього пристрою є циліндр 1. У нижній частині циліндра встановлена сітка 2 і є вихідний отвір зі знімними насадками. На бічній поверхні встановлена п'єзометрична трубка 5. Зверху до циліндра підводиться вода, витрата якої регулюється краном 6. У верхній частині посудини 1 є переливний пристрій.
Потік води, що проходить через досліджуваний матеріал, надходить у вимірювальну посудину 8, в якій встановлені датчики рівня 7. Електроди 7 підключені до електросекундоміра 9, який зупиняється в момент заповнення водою посудини 8. Об'єм вимірювальної посудини становить 1,2х10-змз.